# Mikkel Escholt
Mikkel Pederson Escholt (* zwischen 1600 und 1610 in Schonen; † 1669 in Christiania) war ein norwegischer Priester und Wissenschaftler.
Laut dem Store Norske Leksikon war Escholt der Erste, der in modernen Zeiten den Ausdruck Geologie benutzte. Er war seit 1646 Schlossgeistlicher auf der Festung Akershus in Oslo. Ab 1660 diente er als Priester in Våler und schrieb 1657 die Geologia Norvegica, die unter anderem von einem Erdbeben in der südlichen norwegischen Fjellregion am 24. April 1657 handelt. Escholt ging darin auch andere geologische Themen an. Dieses war die erste wissenschaftliche Arbeit, die in Norwegen veröffentlicht wurde, und die erste, in der das Wort Geologie in der heutigen Bedeutung verwendet wurde. Früher hatte man den Ausdruck „Geognosie“ für Phänomene benutzt, die Escholt beschrieb, während der Begriff „Geologie“ für mehr oder weniger stichhaltige Theorien über den Ursprung der Erde und die Geschichte der Planeten vorbehalten war. Escholts Buch wurde ins Englische übersetzt und 1663 in London gedruckt. So verbreitete sich das Wort in die Weltliteratur.